# 铁路镇

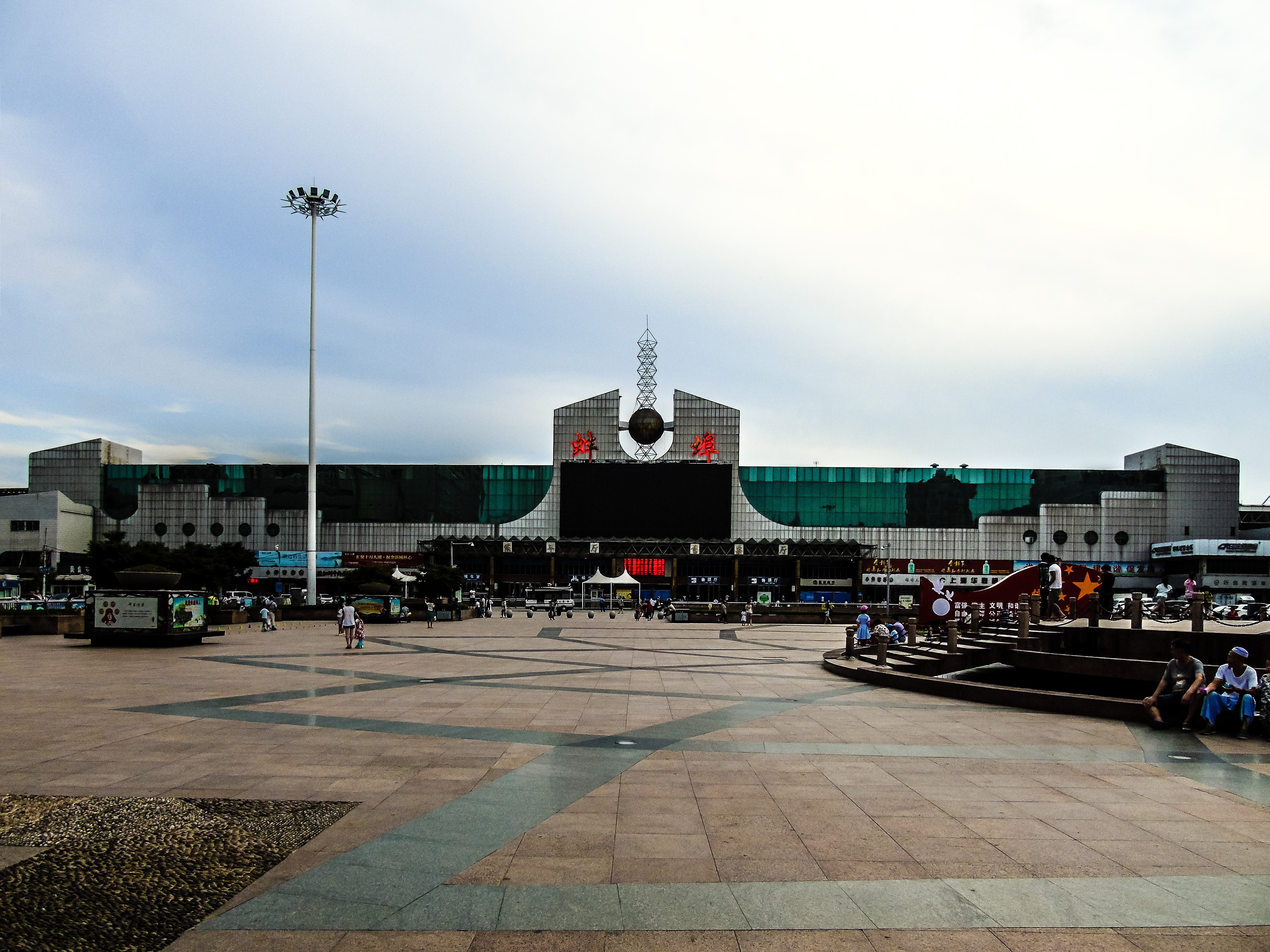
1911年津浦铁路蚌埠站建成后，蚌埠逐渐发展为繁荣的城市

鐵路鎮（英語：Railway town / Railroad town）指的是很大程度上依靠鐵路車站或铁路枢纽建立起來的城鎮。鐵路鎮在英國、北美、北歐、日本和中國大陸較為常見。英國維多利亞時代因為鐵路的延伸和鐵路公司大量僱員而使得彼得伯勒、史雲頓等鐵路鎮興起。
1870年代的美国堪薩斯州也出現了大量新興鐵路鎮，芝加哥和洛杉磯等城市也是因為鐵路而發展起來的。加拿大西部的鐵路鎮一度充滿妓院，使得相關鐵道公司不得不鼓勵設置基督教青年會以遏制色情業發展。
在北歐也有類似的概念，有時稱為“stationsby”，這類鎮也是聚集在鐵路周圍的，但是並不主要依靠鐵路運輸，而是依靠農業和手工業發展。
鐵路較為發達的日本也有至少12個城市或町被認定為是鐵路城鎮（日语：鉄道の町），其中以埼玉市大宮區、大阪府吹田市、新潟市新津、北海道追分、島根縣津和野町最為有名。
中国大陆不少城市也因铁路而兴起，被称为“火车拉来的城市”，例如石家庄市、郑州市、哈尔滨市、长春市、鹰潭市、蚌埠市、株洲市、怀化市等。